# Čatrnja, Gradiška
Čatrnja je naselje v občini Gradiška, Bosna in Hercegovina. 

## Deli naselja
Čatrnja, Donja Čatrnja, Gornja Čatrnja in Ličani.

## Prebivalstvo
| Pregled števila prebivalcev po letih | Pregled števila prebivalcev po letih | Pregled števila prebivalcev po letih | Pregled števila prebivalcev po letih | Pregled števila prebivalcev po letih | Pregled števila prebivalcev po letih |
| ------------------------------------ | ------------------------------------ | ------------------------------------ | ------------------------------------ | ------------------------------------ | ------------------------------------ |
| 1948                                 | 1953                                 | 1961                                 | 1971                                 | 1981                                 | 1991                                 |
| -                                    | -                                    | -                                    | 714                                  | 793                                  | 768                                  |

| Narodna sestava prebivalstva po letih                                                                                             | Narodna sestava prebivalstva po letih                                                                                               | Narodna sestava prebivalstva po letih                                                                                             |
| --- | --- | --- |
| 1971 | 1981 | 1991 |
| . skupaj: 714 Srbi 323 (45,23 %) Muslimani 235 (32,91 %) Hrvati 110 (15,40 %) Jugoslovani 1 (0,14 %) drugi in neznano 45 (6,30 %) | . skupaj: 793 Muslimani 300 (37,83 %) Srbi 268 (33,79 %) Hrvati 114 (14,37 %) Jugoslovani 89 (11,22 %) drugi in neznano 22 (2,77 %) | . skupaj: 768 Srbi 329 (42,83 %) Muslimani 271 (35,28 %) Hrvati 89 (11,58 %) Jugoslovani 43 (5,59 %) drugi in neznano 36 (4,68 %) |